# Flyin' High
| Recensione              | Giudizio        |
| ----------------------- | --------------- |
| AllMusic                | [ 1 ]           |
| Sputnikmusic            | 3.8 (Excellent) |
| Dizionario del Pop-Rock | [ 3 ]           |

Flyin' High è il secondo album discografico del gruppo musicale di Southern Rock statunitense Blackfoot, pubblicato dalla casa discografica Epic Records nel 1976.

## Tracce

### LP
Lato A
1. Feelin' Good – 2:45 (Rickey Medlocke, Jakson Spires)
2. Flyin' High – 4:18 (Rickey Medlocke, Jakson Spires, Charlie Hargrett)
3. Try a Little Harder – 4:48 (Rickey Medlocke, Charlie Hargrett, Jakson Spires)
4. Stranger on the Road – 2:42 (Rickey Medlocke, Jakson Spires)
5. Save Your Time – 3:40 (Rickey Medlocke, Jakson Spires)

Lato B
1. Dancin' Man – 3:40 (Rickey Medlocke, Jakson Spires, Charlie Hargrett)
2. Island of Life – 4:06 (Rickey Medlocke, Jakson Spires)
3. Junkie's Dream – 3:55 (Rickey Medlocke, Jakson Spires)
4. Madness – 4:55 (Rickey Medlocke, Jakson Spires)
5. Mother – 2:44 (Rickey Medlocke, Jakson Spires)

## Formazione
- Rick Medlocke - voce solista, chitarra elettrica solista, chitarra ritmica, chitarra acustica, dobro
- Charlie Hargrett - chitarra elettrica solista, chitarra ritmica, chitarra acustica
- Greg T. Walker - basso, accompagnamento vocale-cori
- Greg T. Walker - tiple guitar (in sovraincisione nel brano: Mother)
- Jakson Spires - batteria, accompagnamento vocale-cori

Altri musicisti
- Roger Hawkins - effetti speciali in sovraincisione
- Barry Beckett - effetti speciali in sovraincisione
- Suzy Storm - accompagnamento vocale-cori
- Laura Struzick - accompagnamento vocale-cori

Note aggiuntive
- Jimmy Johnson e David Hood - produttori (per la Muscle Shoals Productions, Inc.)
- Blackfoot - arrangiamento brani
- Rick Medlocke - arrangiamento parti vocali
- Registrazioni effettuate al Muscle Shoals Sound Studios di Sheffield, Alabama (Stati Uniti)
- Steve Melton, Jerry Masters e Greg Hamm - ingegneri delle registrazioni
- Steve Melton - final mix
- Mastering effettuato al Sterling Sound da George Marino
- Louis e Charles Manganiello - management
- John Vassiliou - road manager
- Gary Dalton e Skal Loret - road crew
- Andy Engel - design copertina album originale
- Arthur Maillet e Teresa Alfieri - fotografie copertina album[4]